# 披集府
披集府（皇家轉寫：Changwat Phichit，泰語發音：[t͡ɕāŋ.wàt pʰí(ʔ).t͡ɕìt]）是泰國北方的府，其府治為披集市，面積為4,531平方公里。與她相鄰的府有：彭世洛府、碧差汶府、那空沙旺府、甘烹碧府。

## 歷史
該府為一古老的大城市，遠在高棉人統治時代，被命名為「沙拉鑒城」，至大城時代，被更名為「奧卡武里城」，它是一座敕封的前哨城池。以後才再更名為「搜集府」。此地還被多次被搬上電影銀幕及舞臺的著名民間故事：「皆通與鱷皇」的發源地。

## 地理
該府面積約為4,531平方公里，距首都曼谷約344公里。其疆域北臨彭世洛府；南界那空沙旺府 ; 東接碧差汶府 ; 西瀕甘烹碧府和那空沙旺府。該府既有平原、沼澤、湖泊，又有高山森林，出產柚木和石膏礦 ，人民多從事園林業和漁業，仍是魚米之鄉。

## 行政
披集府共分為8個縣，其下又分為89個區、852個村。
| \| # \| 中文名 \| 泰文名 \| 英文名 \| \| -- \| ------------------------ \| ----------- \| ----------------- \| \| 1 \| 披集府治县（英语：Mueang Phichit District） \| เมืองพิจิตร \| Mueang Phichit \| \| 2 \| 汪西奔县（英语：Wang Sai Phun District） \| วังทรายพูน \| Wang Sai Phun \| \| 3 \| 坡巴他昌县（英语：Pho Prathap Chang District） \| โพธิ์ประทับช้าง \| Pho Prathap Chang \| \| 4 \| 达潘欣县（英语：Taphan Hin District） \| ตะพานหิน \| Taphan Hin \| \| 5 \| 邦门纳县（英语：Bang Mun Nak District） \| บางมูลนาก \| Bang Mun Nak \| \| 6 \| 坡他列县（英语：Pho Thale District） \| โพทะเล \| Pho Thale \| \| 7 \| 三昂县（英语：Sam Ngam District） \| สามง่าม \| Sam Ngam \| \| 8 \| 他格罗县（英语：Thap Khlo District） \| ทับคล้อ \| Thap Khlo \| \| 9 \| 沙雷县（英语：Sak Lek District） \| สากเหล็ก \| Sak Lek \| \| 10 \| 那朗县（英语：Bueng Na Rang District） \| บึงนาราง \| Bueng Na Rang \| \| 11 \| 东乍伦县（英语：Dong Charoen District） \| ดงเจริญ \| Dong Charoen \| \| 12 \| 瓦栖拉巴拉米县（英语：Wachirabarami District） \| วชิรบารมี \| Wachirabarami \| |                |             |                   |
| # | 中文名         | 泰文名      | 英文名            |
| 1 | 披集府治县     | เมืองพิจิตร    | Mueang Phichit    |
| 2 | 汪西奔县       | วังทรายพูน    | Wang Sai Phun     |
| 3 | 坡巴他昌县     | โพธิ์ประทับช้าง | Pho Prathap Chang |
| 4 | 达潘欣县       | ตะพานหิน     | Taphan Hin        |
| 5 | 邦门纳县       | บางมูลนาก    | Bang Mun Nak      |
| 6 | 坡他列县       | โพทะเล      | Pho Thale         |
| 7 | 三昂县         | สามง่าม      | Sam Ngam          |
| 8 | 他格罗县       | ทับคล้อ       | Thap Khlo         |
| 9 | 沙雷县         | สากเหล็ก     | Sak Lek           |
| 10 | 那朗县         | บึงนาราง     | Bueng Na Rang     |
| 11 | 东乍伦县       | ดงเจริญ      | Dong Charoen      |
| 12 | 瓦栖拉巴拉米县 | วชิรบารมี     | Wachirabarami     |

## 名勝古蹟
- 哇坡巴塌蒼寺(Wat Pho Prathap Chang)：位於坡巴塌蒼縣，建於大城時代 ，為拍菩它昭史大王(King Sua, King Sanphet VIII)的出生地，後人在寺內建有紀念碑。
- 烏莫哇那空春寺(Wat Nakhon Chum)：位於直轄縣，已有八百多年歷史，古代曾是暹羅官員舉行暢飲誓水儀式的地方，內有古老的佛殿和佛像。
- 拍菩它格蒙坤寺：位於德藩欣縣，寺中的露天巨佛像：鑾抱多達攀欣佛像深受民眾敬仰。
- 哇嘿能雅喃寺：位於坡他黎縣，寺內有博物館，收藏有各種文物古董。
- 哇考路撐寺(Wat Khao Rup Chang):位於市郊南邊約十五公里處，佛寺建於山上，有數塊重疊的白石，形狀類似白象，寺內有佛像及仿造佛陀足印，每年佛曆三月及十月均舉行禮佛盛會。
- 西费湖：是位於直轄縣市區內的一座淡水湖，一望無際，民眾在此建了休息亭及美麗花園。這裡亦是泰國官立淡水魚養殖之處，又是一個休閑勝地[1]:7。
- 明誥古城公園(The Old City Park):位於市郊約八公里處，內有各種各樣的鮮花樹木、史瑪拉島、差那溫山洞、各類戲劇人物石雕像及各種文物古董，風景優美。
- 哇它鑾寺(Wat Tha Luang Temple)：位於直轄縣市區內，寺內供奉一尊價值連城的「鑾抱碧佛 Luang Phor Phet Buddha」的雕像，香火很旺。
- 賽龍舟盛會：每年 9 月的初守夏節前，該府與泰國旅遊局一起均舉辦賽龍舟盛會，熱鬧非凡。
- 順頌呢拍詩那卡鄰園(Bung Sifai)：位於明史快湖附近，為一水上樂園，其獨特標誌是有一外形為巨型鱷魚的雕像，身長卅八公尺，嘴長四點五公尺，高三公尺，魚腹內被建設成可容納卅個座位的會議室。開放時間：每日上午十時至晚上七時。
- 佛像披集城：位於直轄縣，收藏有許多著名的佛像、高僧像及靈物、紀念章等。
- 城隍廟位於明誥古城公園附近，建於1969年，此廟較其它廟特別，即上部份為供奉城柱的城隍廟；下部份則設有建府始祖的父親：拍耶柯芒高僧的雕像。
- 它鈣柚子園：該府有四分之三的面積為種植各種農作物，出產著名的穆斯林米飯及「它鈣柚子 Tha Koi Grapefruit」，其柚子味甜肉多，價廉物美。